# 莱尔肯多夫
莱尔肯多夫是德国梅克伦堡-前波莫瑞州的一个市镇。总面积29.76平方公里，总人口516人，其中男性272人，女性244人（2011年12月31日），人口密度17人/平方公里。